# Klingsta och Allsta
Klingsta och Allsta är en av SCB avgränsad och namnsatt tätort i Sundsvalls kommun. Den omfattar bebyggelse i de sammanvuxna orterna Klingsta och en del av Allsta.
Klingsta och Allsta ligger i Klingstabygden, runt Klingstatjärn, 10 kilometer söder om Sundsvall. Andra närliggande orter är småorten Allsta (norra delen), och småorten Viforsen, Vi och Tunbyn. Bygden präglas av jordbrukslandskap, berg och Ljungandalen. 

## Befolkningsutveckling
| Befolkningsutvecklingen i Klingsta och Allsta 1995–2020                           | Befolkningsutvecklingen i Klingsta och Allsta 1995–2020 | Befolkningsutvecklingen i Klingsta och Allsta 1995–2020 | Befolkningsutvecklingen i Klingsta och Allsta 1995–2020 | Befolkningsutvecklingen i Klingsta och Allsta 1995–2020 |
| --------------------------------------------------------------------------------- | ------------------------------------------------------- | ------------------------------------------------------- | ------------------------------------------------------- | ------------------------------------------------------- |
|                                                                                   |                                                         |                                                         |                                                         |                                                         |
| År                                                                                |                                                         |                                                         | Folkmängd                                               | Areal (ha)                                              |
| 1990                                                                              | 1990                                                    |                                                         | 292                                                     | 70#                                                     |
| 1995                                                                              | 1995                                                    |                                                         | 324                                                     | 67                                                      |
| 2000                                                                              | 2000                                                    |                                                         | 313                                                     | 67                                                      |
| 2005                                                                              | 2005                                                    |                                                         | 305                                                     | 67                                                      |
| 2010                                                                              | 2010                                                    |                                                         | 342                                                     | 68                                                      |
| 2015                                                                              | 2015                                                    |                                                         | 547                                                     | 172                                                     |
| 2020                                                                              | 2020                                                    |                                                         | 567                                                     | 164                                                     |
| Anm.: Småort från 1990. Ny tätort 1995. Sammanvuxen med Allsta 2015 # Som småort. |                                                         |                                                         |                                                         |                                                         |

## Samhället
Här finns skola för årskurs F-3, och förskola med ca 80 barnplatser. Efter 2005 har det skett nybyggnation och inflyttning av barnfamiljer. Här finns också Klingstagården, som är en bygdegård, med årliga arrangemang som midsommarfirande och julgransplundring.